# 로드 짐 (영화)
《로드 짐》(영어: Lord Jim)은 미국과 영국에서 제작된 1965년 모험 영화이다. 리처드 브룩스가 연출과 제작을 맡고, 피터 오툴 등이 출연하였다.

## 출연진
- 피터 오툴
- 제임스 메이슨
- 쿠르트 위르겐스
- 일라이 월럭
- 잭 호킨스
- 폴 루커스
- 달리아 라비
- 아킴 타미로프
- 이타미 주조
- 앤드루 키어
- 잭 맥고런
- 노엘 퍼셀
- 발터 고텔

## 기타 제작진
- 협력 제작: 줄스 벅(크레디트 미기재), 피터 오툴(크레디트 미기재)
- 미술: 제프리 드레이크
- 의상: 필리스 돌턴